# Generala
Tito Aníbal Paixão Gomes (1933, Funchal - 2007, Alenquer), denominado coloquialmente como Generala, foi burlista e arguido num julgamento que se tornou mediático por viver quase 20 anos sob a identidade de um general do exército de sexo masculino.

## Biografia
Gomes nasce na ilha da Madeira e recebe o nome de baptismo Maria Teresinha Gomes. Foge de casa aos 16 anos, fruto de um desgosto de amor, partindo para Lisboa, e deixa de contactar a família, que assume a sua morte. Em Lisboa, adopta o nome de Tito Aníbal Paixão Gomes, que pertencia a um irmão mais velho que morrera na infância.
No Carnaval de 1974 obtém uma réplica de uniforme militar de um alfaiate do Rossio, e é então que adopta a identidade de General. Faz-se passar por militar, e também por advogado, Director da CIA em Portugal e tesoureiro da embaixada dos EUA, e usa as falsas posições de autoridade para persuadir vizinhos e amigos a entregar parte das suas poupanças para investimento. Promete juros elevados que nunca se realizam.
Em Novembro de 1992, as autoridades detêm Gomes por usurpação de identidade e burla. Gomes é obrigado a despir-se para fotos e então identificado como sendo do sexo feminino, o que é confirmado no Instituto de Medicina Legal. Isto causa significativa atenção mediática. Maria José Morgado é a procuradora do Ministério Público encarregada de dirigir o processo-crime por três crimes de burla que decorre no Tribunal da Boa-Hora em 1993.
Vivera desde 1975 com Joaquina Costa, conhecida como Quininha, enfermeira, e companheira de Gomes até à data do seu julgamento. Costa alega durante o julgamento que dormiam em quartos separados e que não suspeitava que Gomes usasse uma identidade falsa. Gomes declara que os pais lhe tinham dado uma educação repressiva e que as mulheres eram cidadãs de segunda categoria, sem liberdade. Recebe pena suspensa de três anos.
Depois da sua sentença, retira-se para uma casa isolada em Carambancha de Cima, uma aldeia perto de Alenquer, sem qualquer forma de rendimentos, pelo que vive em quase miséria. Para evitar a atenção mediática que rodeara o seu julgamento, cobre as janelas de casa com placas de zinco.
Vive os últimos 15 anos de vida com Maria Augusta, sobrinha de Joaquina Costa. Morre em casa em 2007, e o seu corpo é encontrado em 1 de Julho desse ano. Sem ninguém que reclame o corpo, o funeral é pago pela Santa Casa da Misericórdia.

## Na cultura popular
A Generala foi uma mini-série biográfica ficcionalizada baseada na vida de Gomes, que ficou disponível em streaming na plataforma OPTO em 2020.